# Mont-sur-Monnet
Mont-sur-Monnet är en kommun i departementet Jura i regionen Bourgogne-Franche-Comté i östra Frankrike. Kommunen ligger i kantonen Champagnole som tillhör arrondissementet Lons-le-Saunier. År 2022 hade Mont-sur-Monnet 203 invånare.

## Befolkningsutveckling
Antalet invånare i kommunen Mont-sur-Monnet
Referens:INSEE